# Hannah Kent
Hannah Kent (Adelaide, 1985) es una escritora Australiana. Su primera novela, Ritos funerarios, fue ganadora de varios premios literarios como el ABIA Literary Fiction Book y el Indie Awards Debut Fiction.

## Trayectoria
En 2010, Kent se convirtió en la cofundadora de la revista literaria Kill Your Darlings. En 2011 ganó la primera edición del Writing Australia Unpublished Manuscript Award por el manuscrito de su novela, Ritos funerarios.
Ritos Funerarios, su primera novela, se publicó en mayo de 2013. La novela cuenta la historia de Agnes Magnúsdóttir, una sirvienta originaria del norte de Islandia condenada a muerte después del asesinato de dos hombres, uno de los cuales era su patrón; Agnes se convirtió en la última mujer ejecutada en Islandia. Kent tuvo la idea de contar su historia después de visitar el lugar donde fue ejecutada. La novela deja ver una versión más ambigua de la vida de la mujer que, en la opinión pública no era más que "una bruja inhumana, una asesina". Ritos funerarios ha sido traducida a treinta idiomas.
Su segunda novela, Los Buenos, fue publicada en 2016. Está ambientada en el Condado de Kerry en Irlanda, en 1825.

## Obras
- Ritos Funerarios, 2013.[12]
- Los buenos, 2016.[10]
- Devoción, 2022.[13]

## Premios
- Ganadora del SMH Best Young Australian Novelist, 2014.[14]
- Ganadora del Indie Awards Debut Fiction, 2014.[3]
- Ganadora del premio para Mejor Novela Debut y del premio de los lectores de los Davitt Awards, 2014.[15]
- Ganadora del Libro del año de ABIA Literary, 2014.[2]
- Ganadora del premio Critiqueslibres Decouvrir Étranger 2017.[16]